# Rob Hulse
Pour les articles homonymes, voir Hülse.
Robert William Hulse, né le 25 octobre 1979 à Crewe, est un footballeur anglais qui évolue au poste d'attaquant.

## Biographie
Au cours de la saison 2008-2009, Rob Hulse termine meilleur buteur de Derby County avec 16 buts. Il est un grand artisan du maintien des Rams en Championship.
Le 1er octobre 2012, Hulse est prêté pour trois mois à Charlton Athletic (D2 anglaise).

## Palmarès
Queens Park Rangers
- Championship
  - Vainqueur : 2011